# جيمس بري
جيمس بري (بالإنجليزية: James Bree)‏ (11 أكتوبر 1997 في المملكة المتحدة - ) هو لاعب كرة قدم بريطاني في مركز الدفاع. لعب مع نادي بارنسلي.

## وصلات خارجية
- جيمس بري على موقع قاعدة بيانات كرة القدم.إي يو (الإنجليزية)
- جيمس بري على موقع Soccerbase.com (لاعب) (الإنجليزية)
- جيمس بري على موقع Soccerway.com (الإنجليزية)
- جيمس بري على موقع عالم كرة القدم.نت (الإنجليزية)